# Ansambel Lojzeta Slaka
Ansambel Lojzeta Slaka sono stati un gruppo musicale folk sloveno:

## Discografia
- Domači vasici (1964)
- Kadar pa mim' hiš'ce grem (1965)
- Na ohceti (1967)
- Deželica sonca in grozdja (1967)
- Sinko, ne sprašuj (1967)
- Pod to goro zeleno (1968)
- Po dekle (1968)
- Triglav (1969)
- Titanik (1970)
- Visoko nad oblaki (1970)
- Pod Gorjanci je otoček (1972)
- Glas harmonike (1973)
- Iz Slakove skrinje 1 (1973)
- Iz Slakove skrinje 2 (1973)
- Glas njegov v spomin (1974)
- Deset veselih let (1975)
- Mavrica (1977)
- Popotnik (1978)
- Postojnska jama (1978)
- Na vseh straneh sveta (1979)
- Od sanjave Mure do modrega morja (1981)
- Desetkrat zlati (1982)
- Pod lipo ob 20-letnici (1984)
- Iz bogate glasbene skrinje Lojzeta Slaka (1985)
- Mama, prihajam domov (1985)
- To smo mi, prijatelji (1987)
- Raj pod Triglavom (1989)
- Zvezda, ki se utrne (1991)
- Srečno, mlada Slovenija (1992)
- Slovenija naj bo jutri lepša (1992)
- 30 diamantnih (1994)
- Čebelar (1995)
- Ko zaslišim znano melodijo (1996)
- Venčki Slakovih uspešnic (1997)
- Najlepša beseda je mama (1998)
- Letu 2000 (1999)
- Spomini stare Ljubljane (2002)
- Slak z najlepšimi vižami med violine (2002)
- Jubilejna (2004)
- Zlate melodije Ansambla Lojzeta Slaka (2006)
- Dragi prijatelji (2010)